# Phygadeuon longigena
Phygadeuon longigena är en stekelart som beskrevs av Thomson 1884. Phygadeuon longigena ingår i släktet Phygadeuon och familjen brokparasitsteklar. Arten är reproducerande i Sverige. Inga underarter finns listade i Catalogue of Life.